# Werenfried van Straaten
Werenfried van Straaten, né le 17 janvier 1913 à Mijdrecht aux Pays-Bas et mort le 31 janvier 2003, est un prêtre religieux néerlandais et chanoine prémontré. Il est connu sous le nom de père au lard. Il a fondé  l'association catholique Aide à l'Église en détresse en 1947 et l'a dirigé jusqu'à sa mort en 2003.
En 2021, par un communiqué, l'Aide à l'Église en détresse confirme la véracité des accusations d'agressions sexuelles, à l'encontre d'une femme, portées contre son fondateur.

## Jeunesse
Après avoir commencé des études de philologie à l’université d’Utrecht en 1932 dans l’optique de devenir enseignant, il choisit la vocation religieuse en entrant chez les chanoines prémontrés de l'abbaye de Tongerlo en Belgique. Malgré une tuberculose qui remit en question sa vocation, il est admis à rester à l’abbaye. Il devient secrétaire du père abbé et responsable de la publication de la revue de la communauté.

## Création de l'Aide à l'Église en détresse
À Noël 1947, il publie un article sous le titre « Paix sur la terre ? Pas de place à l’auberge » : il fait un appel à la générosité des amis de l’abbaye pour soutenir matériellement les Allemands chassés de d'Europe de l'Est et centrale à la fin de la guerre en application des accords de Yalta et de Potsdam,. Ceci lui permet la création d’une structure pour réunir et distribuer les dons: l’Aide à l’Église en détresse. Les dons de nourriture proviennent de Belgique, des Pays-Bas et de Suisse, et son centre logistique se trouve à la caserne de Königstein, près de Francfort.
Le premier besoin exprimé par van Straaten « est du lard » : produit que les agriculteurs flamands ont en quantité et qui peut se garder facilement. Il y gagne son surnom.
L'AED est reconnue par Paul VI en 1964, et Werenfried van Straaten est nommé modérateur général, fonction qu’il occupe jusqu’en 1981.
Sous son impulsion, l'association continue son extension et agit en Asie (1961), en Amérique du Sud (1962), en Afrique (1965), et partout où l’Église est en détresse.
Il quitte les fonctions de modérateur en 1981.
Il meurt en 2003, à l’âge de 90 ans.
En 2004, il est l'objet d'une BD, L'Aventurier de Dieu, de Dominique Bar et de Guy Lehideux (Editions du Triomphe).

## Agression sexuelle
Il a été accusé en 2010, dans une lettre de dénonciation, de tentative de viol commise en 1973 sur une jeune femme d’une vingtaine d’années, employée de l’œuvre. Le supplément Christ und Welt du quotidien allemand Die Zeit, qui s’est procuré une copie de la lettre de dénonciation, a révélé l’affaire au grand public le 10 février 2021. La victime souhaitait garder l'anonymat mais a décidé de contacter l'AED après avoir appris la possibilité de la béatification de Werenfried van Straaten. Elle a reçu une compensation financière de l'AED, qui a également prévenu la conférence épiscopale allemande et la congrégation pour le clergé. Cette accusation avait, en 2010, immédiatement mis fin aux démarches en vue d'un procès en béatification. En 2021, il n'est toujours par prévu d'en ouvrir. Le même jour, par un communiqué, l'Aide à l'Église en détresse confirme la véracité des accusations portées contre son fondateur,.
Outre la tentative de viol d’une employée en 1973, une visite canonique effectuée en 2009 au sein de l’AED/ACN par Manfred Grothe, évêque auxiliaire de Paderborn, avait également permis de constater chez Van Straaten « l’intempérance dans le style de vie », « des lacunes importantes dans la gestion du personnel » et « des sympathies pour les idées fascistes ». L’accusation d’excès dans son style de vie personnel était basée sur des rapports individuels de consommation excessive d’alcool ou de nourriture, mais cette accusation d’intempérance n'a finalement pas pu être confirmée, selon l'AED. Enfin, toujours selon l'AED, « il n’y a aucune preuve d’idées d’extrême droite ou fascistes dans les écrits de l’ensemble de ses 55 ans à la tête de l’œuvre. Au contraire, le Père van Straaten a condamné les dictatures et a pris une position ferme contre elles ».

## Écrits auto-publiés
- On m’appelle le Père au lard, éditions AED, 1960, 208 p.
- Où Dieu pleure, éditions AED, 1969, 255 p.
- Un mendiant pour Dieu, notes autobiographiques et méditations pour l’année liturgique, éditions AED, 1992, 90 p.
- Prier 15 jours avec le père Werenfried, fondateur de l'Aide à Église en Détresse, Nouvelle Cité, 2010, 124 p.